# Himertosoma townesi
Himertosoma townesi là một loài tò vò trong họ Ichneumonidae.